# Església de San Giovanni in Bragora
L'església de San Giovanni in Bragora és una església de Venècia (Itàlia), ubicada al sestiere de Castello.

## Història
Fou fundada a començaments del segle viii, suposadament per sant Magno d'Oderzo; al segle següent, amb el dux Pietro III Candiano, fou reconstruïda per contenir les relíquies de sant Joan Baptista, a qui està dedicada, i de nou el 1178. Pietro Barbo, futur papa Pau II, i Antonio Vivaldi foren batejats en aquesta església.
L'aspecte actual es deu a la seva última renovació (1475-1505), que mantingué la planta de basílica, però hi afegí una façana de maons en estil gòtic local tardà, dividida en tres seccions.
A l'interior s'hi poden veure obres de Cima da Conegliano i Alvise Vivarini així com el sostre de fusta amb gelosies.
L'origen del terme Bragora és desconegut. Pot derivar del grec àgora ('plaça'), en referència al camp que queda davant de l'església, o al dialectisme bragora ('mercat') o bragolare ('pescar').